# Nicolas Gombert
Nicolas Gombert (ur. ok. 1500 w Brugii, zm. ok. 1556 w Tournai) – flamandzki kompozytor epoki renesansu, przedstawiciel szkoły franko-flamandzkiej.

## Życiorys
Prawdopodobnie był uczniem Josquina des Prés. Pracował w kapeli cesarza Karola V, od roku 1526 jako śpiewak, później jako nauczyciel. Działał także w katedrze w Tournai. Z cesarską kapelą podróżował po Hiszpanii, Włoszech i Niemczech. Około 1540 roku został oskarżony o molestowanie seksualne, co doprowadziło do skazania i wysłanie go do przymusowej pracy na statku w charakterze wioślarza (tzw. galery). Podczas odbywania kary skomponował cykl motetów zadedykowanych cesarzowi, które spodobały się władcy na tyle, że zdecydował się ułaskawić kompozytora.

## Twórczość

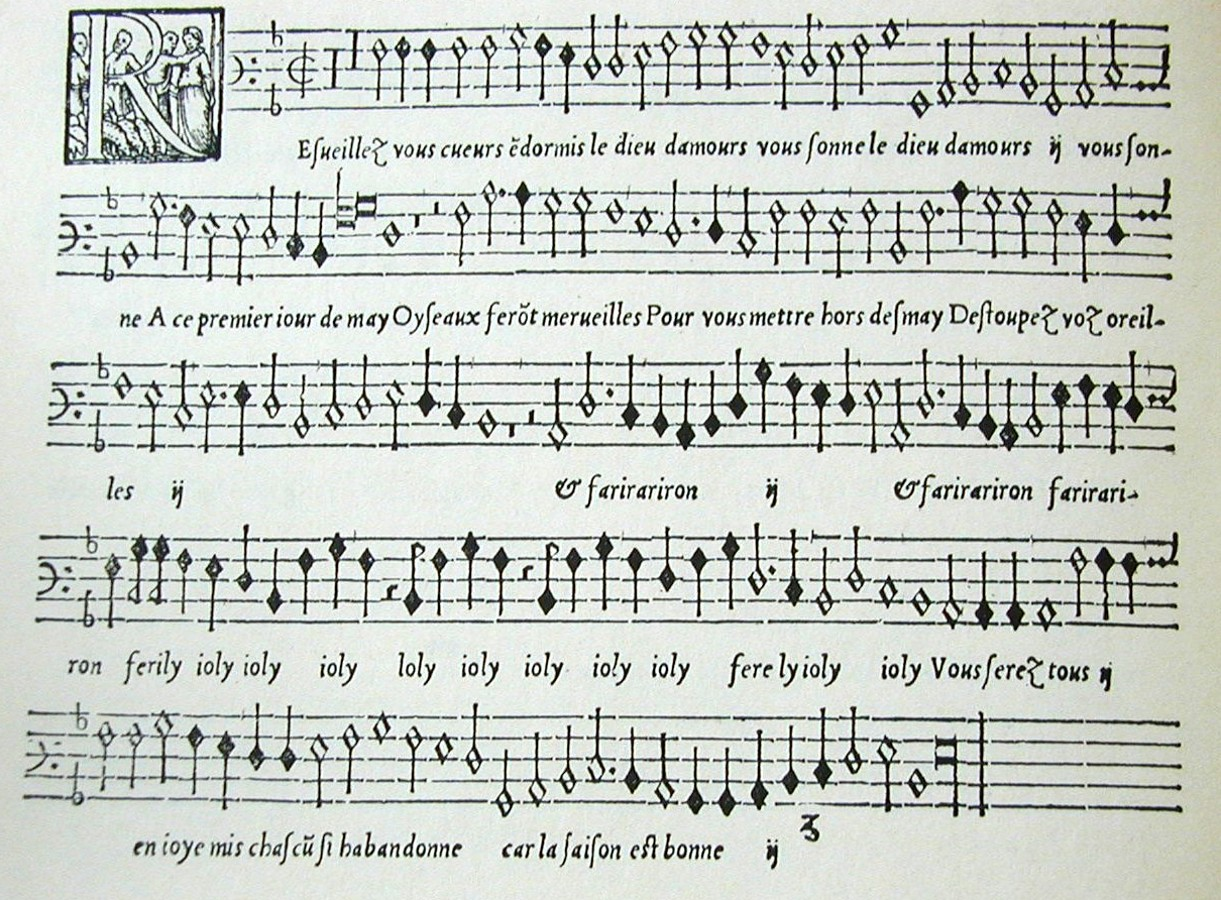
Nicolas Gombert, Le Chant des Oyseaux, karta z zapisem nutowym (1545)

Styl Gomberta cechuje gęsta polifonia i częste używanie techniki przeimitowania, zarówno w mszach jak i motetach. Kompozytor stosował technikę cantus firmus, ale w ograniczonym zakresie. Większość kompozycji ma 5 lub 6 głosów. Gombert pisał również świeckie, wielogłosowe pieśni a cappella, najczęściej również imitacyjne.
Zachowane utwory:
- 160 motetów
- 10 mszy (w większości missa parodia)
- 8 magnificatów
- ok. 60 pieśni (chanson)
- 1 madrygał (w stylu włoskim)

Kompozycje Gomberta były wielokrotnie drukowanie za jego życia. Współczesne wydanie dzieł zebranych ukazuje się w zeszytach od 1951 r.: Corpus Mensurabilis Musicae, t. 6, Nicolai Gombert opera omnia, Joseph Schmidt-Görg, Rzym 1951-?